# 都維那
都維那（ついな）とは寺院の僧職の1つ。維那（いな）・知事（ちじ）とも。衆僧の雑事を指導監督した。

## 中国
北宋の律僧であり、『宋高僧伝』の撰者としても知られる賛寧が著した『大宋僧史略』巻中によれば、中国の寺には三綱が設立されており、それは、寺主・上座・悦衆である、と記している。ここで悦衆と呼ばれているのが、都維那である。また、賛寧は、都維那という用語の意味を解説して、義浄の『南海寄帰伝』によれば、それは、漢語と梵語を混交したものである、と記している。つまり、維とは綱を意味する漢語であり、那とは梵語を略したもので、羯磨陀の三字を刪去したもの、という説明をしている。
歴史的には、北魏の孝文帝が、皇舅寺の僧義法師を京邑（洛陽）の都維那とした、という事例を賛寧が挙げている。続けて、これは勅補であり、昭玄都維那と呼ばれるものである。また『隋書』「百官志」の記述によれば、北魏では、昭玄寺という役所を設置して仏教を管掌し、その昭玄寺には、大統1人、統1人、都維那3人を置いた、とある、と解説している。賛寧に近い時代の例としては、玄暢が勅によって総持寺の維那となった、という事例を挙げている。

## 日本
7世紀後半から設けられた。大寺院には上座、寺主、都維那の三綱が置かれ、衆僧を統制した。禅宗では、六知事の第4位として衆僧の動作を指導した。